# Bäckerei Harbers

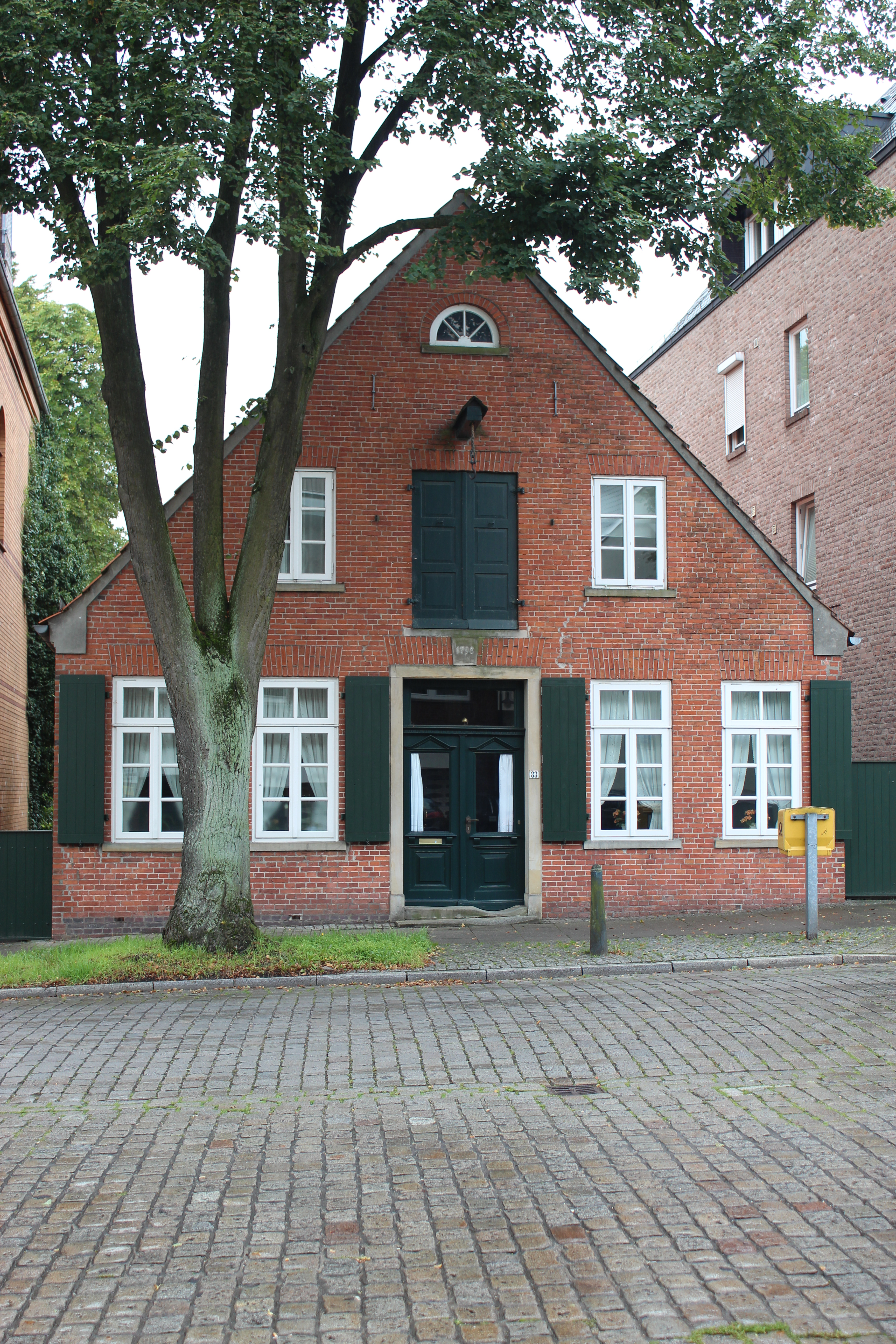
Bäckerei Harbers bzw. Bäckerei Schnatmeyer

Die Bäckerei Harbers als Gebäude befindet sich in Bremen, Stadtteil Vegesack, Ortsteil Vegesack, Weserstraße 83, auf dem hohen Weserufer. Sie entstand 1798.
Das Gebäude steht seit 1978 unter Bremer Denkmalschutz.

## Geschichte
Das bescheidene, eingeschossige, giebelständige, verklinkerte Wohn- und Geschäftshaus mit einem Satteldach wurde um 1780 als Fachwerkhaus für den Bäckermeister, Kirchenjurat und Ortsvorsteher Berend Harbers (1748–1811) gebaut. 1798 (Inschrift) wurde es in der Epoche des Klassizismus mit einer Fassade aus Klinkern versehen. 1819 hat der Bäckermeister Johann Friedrich Schnatmeyer (1795–1830) aus Herford hier eingeheiratet und die Bäckerei übernommen. Dessen jüngerer Bruder Johann August Schnatmeyer (1805–1884) übernahm 1848 das Geschäft und baute es aus. Die Bäckerei versorgte Seeschiffe mit Hartbrot und Schiffszwieback, wegen der Form auch Peerfööt (Pferdefuß) genannt. Das Gebäude, in dem sich bis 1969 das Ladengeschäft der Schiffsbrot- und Keksfabrik befand, ist noch heute im Familienbesitz.
Erhalten blieb an diesem für Vegesack alten Haus die Bauform, die Raumstruktur um die frühere Diele und einige Malereien an den Originaltüren aus der Zeit um 1800. Ein seitlicher, einfacher Anbau mit der eigentlichen Bäckerei wurde abgerissen. Die Giebelwand aus roten Klinkern wurde um 1980 bei umfangreichen Sanierungsarbeiten vom weißen Anstrich befreit; andere originäre Bauteile jedoch entfernt.
Der Flecken Vegesack hatte 1812, also etwas später als zur Bauzeit des Hauses, 1379 Einwohner. Nur Hafenbecken und Havenhaus waren zur Bauzeit bremisch. 1803 kam der Bereich von Neu-Vegesack mit der oberen Weserstraße nach 63 Jahren vom Kurfürstentum Hannover wieder zu Bremen.
Heute (2020) wird das Gebäude als Wohnhaus genutzt.